# Иссудён-Летрие
Иссудён-Летрие́ (фр. Issoudun-Létrieix, окс. Eissodun) — коммуна во Франции, находится в регионе Лимузен. Департамент коммуны — Крёз. Входит в состав кантона Шенерай. Округ коммуны — Обюссон.
Код INSEE коммуны — 23097.

## Население
Население коммуны на 2010 год составляло 299 человек.
| 1962 | 1968 | 1975 | 1982 | 1990 | 1999 | 2010 |
| ---- | ---- | ---- | ---- | ---- | ---- | ---- |
| 503  | 452  | 387  | 341  | 287  | 278  | 299  |

## Экономика
В 2010 году среди 168 человек трудоспособного возраста (15—64 лет) 135 были экономически активными, 33 — неактивными (показатель активности — 80,4 %, в 1999 году было 72,3 %). Из 135 активных жителей работали 121 человек (67 мужчин и 54 женщины), безработных было 14 (7 мужчин и 7 женщин). Среди 33 неактивных 9 человек были учениками ли студентами, 17 — пенсионерами, 7 были неактивными по другим причинам.